# Chiesa di San Martino (Sarnico)
(Atti della Visita pastorale del 19 settembre 1575 di san Carlo Borromeo)
La chiesa di San Martino è il principale luogo di culto cattolico di Sarnico, in provincia di Bergamo.

## Storia
Sull'area dove è presente la parrocchiale di San Martino, già dall'alto medioevo è documentata un'antica pieve in un edificio avente orientamento a ovest. La presenza del chierico Albertus presbiter provenienti dalla chiesa è indicata negli atti del sinodo diocesano indetto dal vescovo Giovanni da Scanzo del 1304. La chiesa di San Martino è indicata nel note ecclesiarum, elenco voluto da Bernabò Visconti nel 1360 per indicare quali erano i benefici e i relativi dazi che i monasteri e luoghi di culto dovevano alla famiglia Visconti e al clero romano.
L'edificio ebbe un primo rifacimento nel 1505, come indicato sulla scritta posta sulla parasta di un ingresso laterale. Di questa chiesa è possibile ricostruire le dimensioni e la composizione come descritto negli atti della visita pastorale di san Carlo Borromeo del 1575.
Il vescovo Federico Corner nel 1568, nell'istituire i vicariati foranei della diocesi bergamasca, nel II sinodo diocesano di Bergamo decretava la chiesa entro la pieve di Calepio. Cosa confermata nel 1666 dal cancelliere della curia vescovile Giovanni Giacomo Marenzi.
L'aumento del numero di fedeli, obbligò nel XVIII secolo un ampliamento e ricostruzione della chiesa. Il progetto fu assegnato a Luca Luchini dall'allora parroco Giovanni Maria Albricci con posa della prima pietra il 15 agosto 1727. Dell'antica chiesa fu salvata solo l'antica facciata che divenne la parte laterale sinistra del nuovo edificio. Nel 1732 la chiesa, anche se non ancora terminata, fu aperta alle celebrazioni liturgiche. La chiesa fu consacrata con il rito della dedicazione a san Martino di Tours l'8 agosto 1880 dal vescovo Gaetano Camillo Guindani.
Con decreto del 27 maggio 1979 del vescovo Giulio Oggioni, la chiesa è inserita nel vicariato di Predore.

## Descrizione

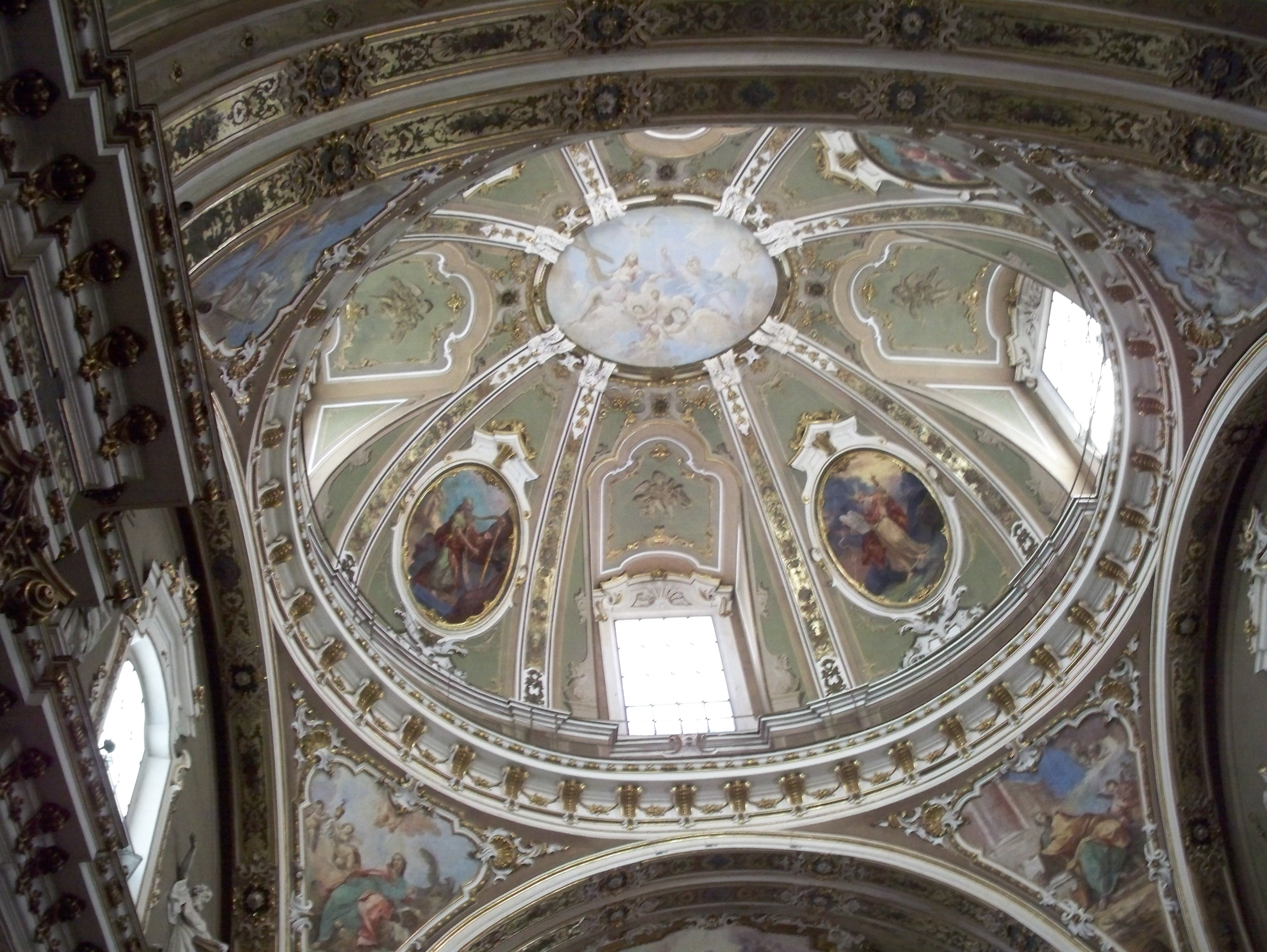
Chiesa di San Martino-interno

### Esterno
La chiesa è posta centralmente alla cittadina in piazza del Santissimo Redentore. La facciata realizzata nel 1777, è rivolta a sud ed è preceduta dal sagrato con pavimentazione in cubetti di porfido. Questa è composta in tre ordini divisi da cornice marcapiano, mentre lesene la suddividono verticalmente in tre sezioni. Nella prima sezione centrale vi è l'ingresso principale con paraste e trabeazione in pietra arenaria e lateralmente in due nicchie vi sono le statue raffiguranti i santi Pietro e Paolo. L'ordine superiore presenta una grande apertura centrale rettangolare che illumina l'aula e nelle nicchie le due statue laterali raffiguranti san Martino di Tours, e san Carlo Borromeo, mentre le lesene terminano con capitelli ionici che sorreggono la cornice marcapiano. Il terzo a vela, presenta un timpano barocco a raccordo ricurvo, con la statua della Madonna Assunta. Termina la facciata il timpano barocco spezzato ricurvo. 
Il portale in pietra di Sarnico, ha due colonne circolari che sorreggono il timpano a tutto sesto con le tre statue opera attribuita al Giovanni Antonio Sanz.

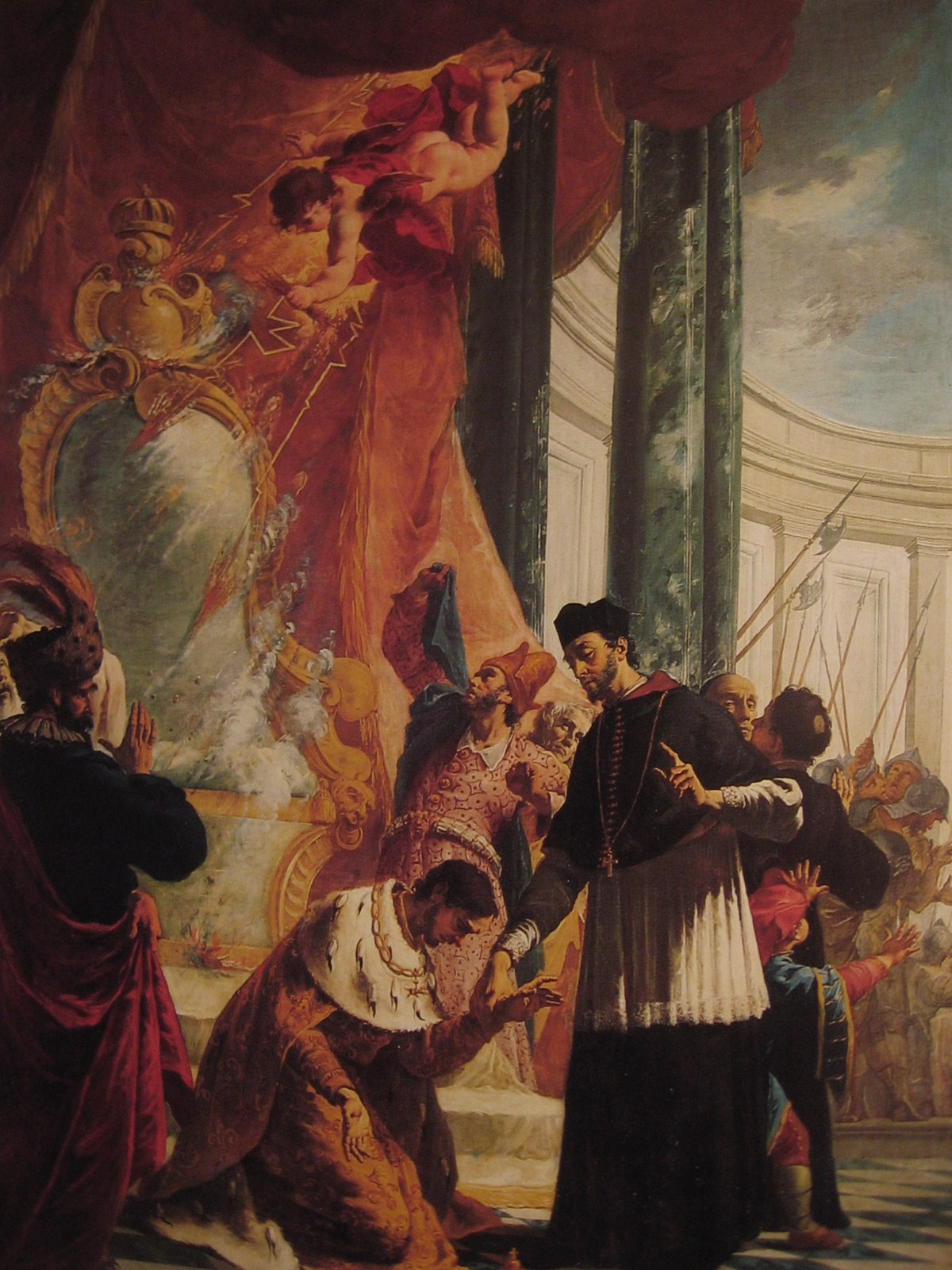
Francesco Capella-San Martino vescovo con l'imperatore Valentiniano

### Interno
L'aula è a navata unica è a pianta rettangolare, mentre il presbiterio a pianta quadrata è accessibile da cinque gradini in marmo, e termina con l'abside semicircolare. Centrale la grande statua della Madonna Assunta. Dell'antica chiesa furono salvati l'affresco del XVI secolo e collocato nel primo altare di sinistra con la Sacra Famiglia. Anche la base del campanile fa parte dell'antico edificio costruito nel 1592. La nuova chiesa conserva stucchi e decorazioni opere di Aristide Secchi eseguiti tra il 1903 e il 1909, mentre gli affreschi  raffiguranti gli evangelisti della cupola e le virtù del presbiterio realizzati da  Francesco Monti, sono stati oggetto di restauro e di ritrovamento dopo che i lavori del Secchi li avevano coperti.
L'altare maggiore conserva la pala opera di Francesco Capella dipinta tra il 1765 e il 1760 raffigurante San Martino vescovo con l'imperatore Valentiniano pittura che presenta agganci con l'opera del Tiepolo, artista che il Capella aveva avvicinato nei dipinti della Cappella Colleoni. Mentre l'altare è opera fantoniana del 1715 in marmo policromo con il paliotto raffigurante nel medaglione centrale il miracolo del mantello del santo titolare la chiesa. Provengono dall'antica chiesa i due dipinti seicenteschi  San Francesco in estasi sostenuto dagli angeli  opera di Giovan Battista Discepoli e Madonna col Bambino e santi Carlo Borromeo, Francesco, Bernardino e Martino opera del Cavagna corredo della terza cappella sinistra.